# Tobias Angerer
Tobias Angerer (* 12. dubna, 1977 v Traunsteinu) je bývalý německý reprezentant v běhu na lyžích. Jde o dvojnásobného celkového vítěze Světového poháru v letech 2006 a 2007, čímž je nejúspěšnějším německým běžcem na lyžích v historii. V roce 2007 zvítězil také v sérii Tour de Ski. Mezi jeho úspěchy však chybí zlatá medaile z mistrovství světa či Zimních olympijských her.